# Grammy Legend Award
Le Grammy Legend Award, ou le Grammy Living Legend Award,, est un prix spécial de mérite accordé aux artistes lors d'une cérémonie créée en 1958 et qui s'appelait à l'origine « Gramophone Awards ». Des distinctions dans plusieurs catégories sont présentées lors de la cérémonie chaque année par le National Academy of Recording Arts and Sciences des États-Unis pour des réalisations exceptionnelles dans le secteur de la musique,.
Le premier Grammy Legend Award a été attribué en 1990 à Andrew Lloyd Webber, Liza Minnelli, Smokey Robinson et Willie Nelson, pour « leur contribution et leur influence dans le domaine de l'enregistrement ». L'année suivante Aretha Franklin, Billy Joel, Johnny Cash et Quincy Jones ont reçu le Legend Grammy Awards. Le prix a été décerné à Barbra Streisand en 1992 et Michael Jackson en 1993.
Après la récompense en 1994 des américains Curtis Mayfield et Frank Sinatra, les récompenses ont été attribuées de façon intermittente. Le ténor italien Luciano Pavarotti en a été le bénéficiaire de 1998, suivi en 1999 du compositeur et interprète anglais Elton John. Les Bee Gees sont devenus les premiers récipiendaires du XXIe siècle en 2003. Au total, quinze solistes et un groupe ont reçu le prix Grammy Legend.

## Récipiendaires
| Année | Image | Récipiendaire       | Naissance / Mort | Nationalité | Ref.   |
| ----- | --- | ------------------- | ---------------- | ----------- | ------ |
| 1990  | An upperbody shot of a middle-aged man in a dark suit. | Andrew Lloyd Webber | 1948             | Royaume-Uni | [ 7 ]  |
| 1990  | A woman in a red dress, jacket and scarf smiles toward the camera. | Liza Minnelli       | 1946             | États-Unis  | [ 1 ]  |
| 1990  | A man in a light-colored suit sings into a microphone | Smokey Robinson     | 1940             | États-Unis  | [ 8 ]  |
| 1990  | An elderly man holds a guitar while in front of a microphone. He has white facial hair and wears a United States flag bandana.                                                                | Willie Nelson       | 1933             | États-Unis  | [ 6 ]  |
| 1991  | A woman stands on stage and sings into a microphone. She wears a blue dress and has a blue feather boa around her arms.                                                                       | Aretha Franklin     | 1942 - 2018      | États-Unis  | [ 9 ]  |
| 1991  | An upper body shot of a man wearing a shirt, suit and tie. He is balding and his smiling mouth is framed by a white goatee beard.                                                             | Billy Joel          | 1949             | États-Unis  | [ 10 ] |
| 1991  | alt6=A man with dark hair looks forlornly down to his left. He rests his chin between his thumb and finger.                                                                                   | Johnny Cash         | 1932 - 2003      | États-Unis  | [ 11 ] |
| 1991  | A man in a blue jacket looks ahead. The balding male's dark sunglasses conceal his eyes. | Quincy Jones        | 1933             | États-Unis  | [ 12 ] |
| 1992  | A blond-haired woman looks down to the ground. She wears a white dress and a silver necklace.                                                                                                 | Barbra Streisand    | 1942             | États-Unis  | [ 13 ] |
| 1993  | A headshot of a man wearing a red baseball cap and shirt. He has long black hair and is smiling towards the camera.                                                                           | Michael Jackson     | 1958 - 2009      | États-Unis  | [ 14 ] |
| 1994  | Black and white picture of a man with a beard wearing a turtleneck and glasses. | Curtis Mayfield     | 1942 - 1999      | États-Unis  | [ 15 ] |
| 1994  | A middle-aged man in a tuxedo sits and smiles into the distance. | Frank Sinatra       | 1915 - 1998      | États-Unis  | [ 16 ] |
| 1998  | A man in a dress coat and white shirt opens his mouth, which is framed by dark facial hair.                                                                                                   | Luciano Pavarotti   | 1935 - 2007      | Italie      | [ 17 ] |
| 1999  | A blond-haired middle-aged man stands with his arms open and fists clenched. He wears a dark suit and red shirt. He also sports a cross pendant around his neck, and wears purple sunglasses. | Elton John          | 1947             | Royaume-Uni | [ 6 ]  |
| 2003  | The Bee Gees | Bee Gees            | —                | Royaume-Uni | [ 18 ] |